# Ganggrab von Tolarp

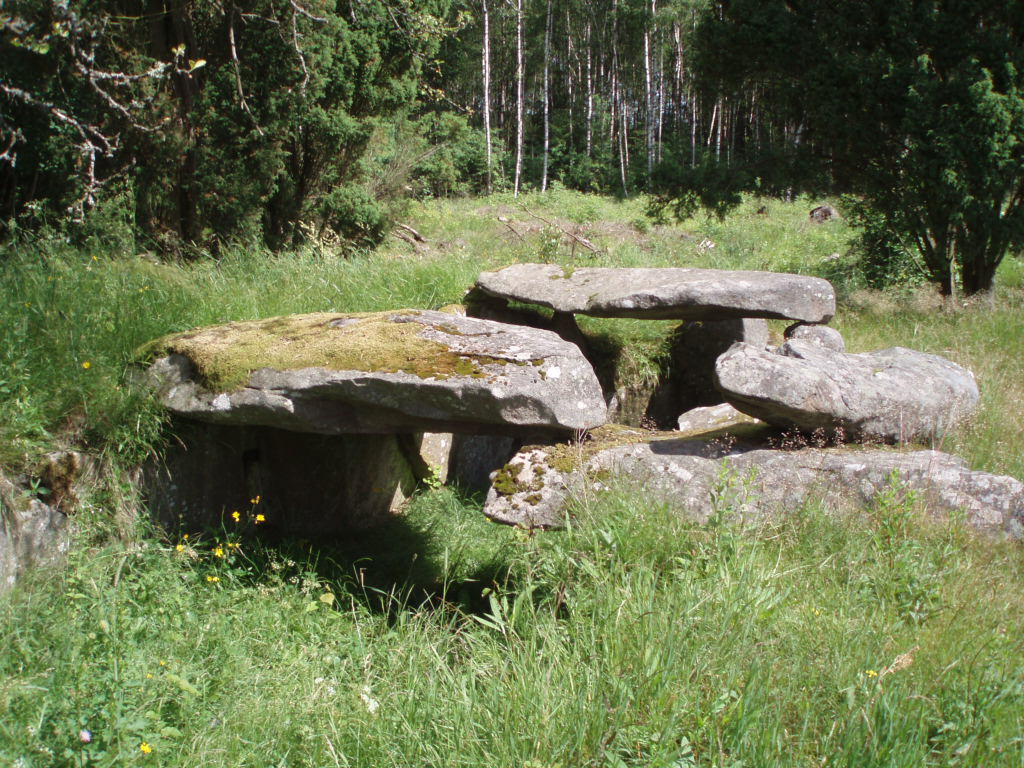
Ganggrab von Tolarp

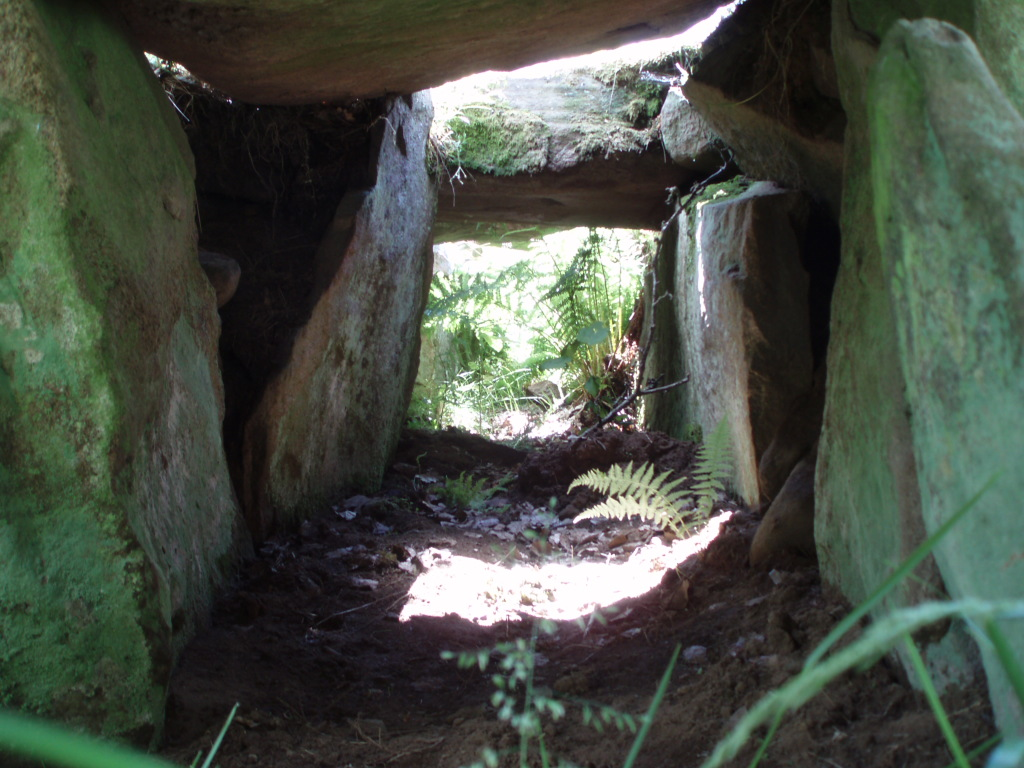
Ganggrab von Tolarp

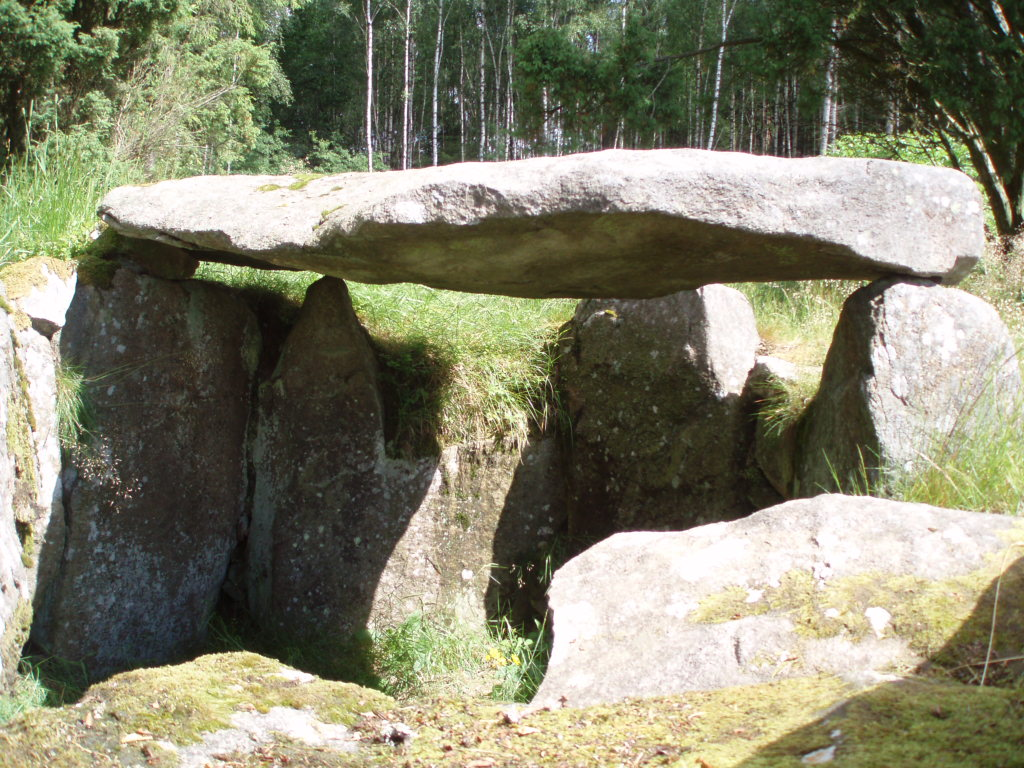
Ganggrab von Tolarp

Das Ganggrab von Tolarp (schwedisch Tolarps gånggrift) liegt in Halmstad und ist das größte im südlichen Halland in Schweden. Es entstand zwischen 3500 und 2800 v. Chr. als Megalithanlage der Trichterbecherkultur (TBK). Das Ganggrab ist eine Bauform jungsteinzeitlicher Megalithanlagen, die aus einer Kammer und einem baulich abgesetzten, lateralen Gang besteht. Diese Form ist primär in Dänemark, Deutschland und Skandinavien, sowie vereinzelt in Frankreich und den Niederlanden zu finden.
Die Kammer gehört mit 6,5 Metern Länge und 2,5 Metern Breite zu den größeren Anlagen des Typs. Der Gang ist 4,5 Meter lang. In Halland gibt es nur sechs Ganggräber, drei im nördlichen und drei im südlichen Teil der Provinz. Die Form der Kammern ist, außer bei Tolarp, wo die Giebelseiten Winkel bildeten, rechteckig.
Dem Ganggrab fehlen mehrere Deck- und Gangsteine. Ursprünglich war es vollständig von einem Hügel von etwa 15,0 Meter Durchmesser bedeckt, der im oberen Bereich jedoch abgetragen ist. Es wurde im Jahre 1926 von Folke Hansen untersucht. Die Toten wurden offenbar in sitzender Position eingebracht, zumindest deuten die in Sektionen aufgehäuften Knochen auf diese Möglichkeit. Gefunden wurden neben zerscherbter Keramik, die sich auch vor der Anlage fand, Schmuck aus Bernstein und ein Meißel aus Feuerstein.